# Орекьетте

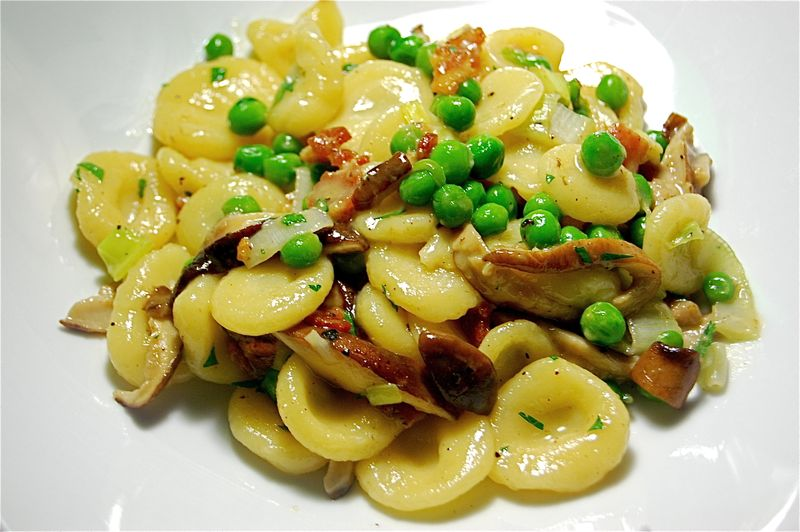
Орекьетте с грибами и горошком

Орекьетте (итал. Orecchiette) — вид пасты, типичный для Южной Италии (регион Апулия). Название происходит от итальянского «ушки», что объясняется формой макаронных изделий. История блюда ведет отсчет с  XII-XIII веков

## Описание
Изделия имеют форму приплюснутых дисков размером не более 2 см, с более тонкой серединой и утолщением по краям (в форме купола).  Тесто, в классическом рецепте, замешивается из смеси обычной пшеничной муки и муки грубого помола из твёрдых сортов пшеницы с добавлением воды (яйца, как правило, не применяются), разделятся на маленькие комочки, которые при ручном изготовлении сплющиваются для придания формы большим пальцем. Различия в толщине теста дают мягкую текстуру изделий по краям и более упругую в центре.

## Названия и вариации
На тарантинском диалекте паста называется recchietedde или chiancaredde.
В  Чистернино  орекьетте делают только из твердой пшеницы, несколько более крупного размера и с сильным рифлением теста. Изделия называют recchie d' privte («уши священника»). Типичное праздничное блюдо — орекьетте с рагу из кролика.
Такие макаронные изделия, как cavatelli, strascinati (на диалекте Бари — strascinate) и cencioni готовятся так же, как орекьетте, но без финального придания  вогнутой формы. Strascinati and cencioni обычно больше орекьетте по размеру.
В китайской кухне похожий вид макаронных изделий называется 猫耳朵 (māo ěr duǒ), в переводе —.«кошачьи уши».

## В блюдах
Орекьетте  обычно подают с мясом (к примеру, со свининой), каперсами, а также молодым белым вином.
Традиционное для Апулии блюдо — orecchiette alle cime di rapa, орекьетте с брокколи. В Капитанате и Саленто пасту традиционно приправляют томатным соусом, иногда подают с  небольшими митболами или добавляют рикотту. 
Согласно популярной итальянской кулинарной книге Il cucchiaio d'argento («Серебряная ложка»),  орекьетте идеально подходит для подачи с овощными соусами.
Среди других блюд можно назвать, к примеру, пасту орекьетте с креветками в томатном соусе, пасту орекьетте алла Романо и орекьетте с грибами, радиккьо и горгонзолой